# Ctenardisia
Ctenardisia é um género botânico pertencente à família Myrsinaceae.
1. ↑  «Ctenardisia — World Flora Online». www.worldfloraonline.org. Consultado em 19 de agosto de 2020